# María Jose Rienda Contreras
María José Rienda Contreras (Granada, 12. lipnja 1975.) je španjolska alpska skijašica. 
Pobjednica je dviju veleslalomskih utrka iz sezone 2004./05.  To su bile prve pobjede za španjolsko skijanje još od vremena Blance Fernandez Ochoe iz 1991. godine. Sljedeće sezone je još 4 puta slavila u istoj disciplini, od toga ima dvostruku pobjedu iz njemačkog Ofterschwanga. Usprkos te 4 pobjede u toj sezoni, nije uspjela da osvoji mali kristalni globus u toj disciplini. 
Rienda je predstavljala španjolsko alpsko skijanje na ZOI 2002. i ZOI 2006., ali nije osvojila odličja. Sezonu 2006./07. je propustila zbog ozljede.

## Pobjede u Svjetskom kupu
| Nadnevak            | Skijalište   | Država    | Disciplina |
| ------------------- | ------------ | --------- | ---------- |
| 20. veljače 2005.   | Åre          | Švedska   | veleslalom |
| 13. ožujka 2005.    | Lenzerheide  | Švicarska | veleslalom |
| 10. listopada 2005. | Aspen        | SAD       | veleslalom |
| 3. veljače 2006.    | Ofterschwang | Njemačka  | veleslalom |
| 4. veljače 2006.    | Ofterschwang | Njemačka  | veleslalom |
| 5. ožujka 2006.     | Hafjell      | Norveška  | veleslalom |

## Vanjske poveznice
- Web stranica Maria José Riende